# 長谷川宣雄
長谷川 宣雄（はせがわ のぶお）は、江戸時代中期の旗本。火付盗賊改方頭として知られる長谷川宣以の父で、自身も同職を務めた。通称は息子と同じ平蔵（へいぞう）。同じ通称名を名乗っているので混同されやすいが、池波正太郎の小説『鬼平犯科帳』の主人公として登場する「鬼平」こと長谷川平蔵は宣雄ではなく、息子の宣以の方である。
従兄・長谷川宣尹の末期養子となり、延享5年（1748年）1月10日に宣尹が死去したため、同年4月3日に遺跡を継いだ。改元後の寛延元年（1748年）閏10月9日に西城御書院番、宝暦8年（1758年）9月15日に小十人頭となった。同年12月18日、布衣の着用を許された。明和2年（1765年）4月11日に御先手弓頭、明和8年（1771年）10月17日に火付盗賊改加役に就任した。
明和9年（1772年）2月29日に発生した明和の大火では、犯人の真秀を捕らえ、火刑に処した。この功績が評価され、安永元年（1772年）10月15日に京都西町奉行に転任、同年11月15日に従五位下・備中守に叙任される。安永2年（1773年）6月22日、奉行在任中に京都で死去した。享年55。